# Carex spiculosa
Carex spiculosa là một loài thực vật có hoa trong họ Cói. Loài này được Fr. mô tả khoa học đầu tiên năm 1843.